# Prosevania shelfordi
Prosevania shelfordi är en stekelart som först beskrevs av Cameron 1901.  Prosevania shelfordi ingår i släktet Prosevania och familjen hungersteklar. Inga underarter finns listade i Catalogue of Life.